# Acquarossa (Italie)
Pour les articles homonymes, voir Acquarossa.
Acquarossa est le nom moderne d'un important centre étrusque abandonné ou détruit dans la seconde moitié du IVe siècle av. J.-C. Il a été fouillé sous l'égide de l'Institut suédois de Rome par des archéologues suédois et italiens dans les années 1960 et 1970.

## Situation
Les ruines d'Acquarossa sont situées sur un plateau de tuf, distant de 5 km de Viterbe, s'étendant sur un kilomètre environ et délimité par de profondes vallées.
C'est un exemple typique de la cité étrusque de la période archaïque, qui devait sa prospérité au fait de se situer près de points de rencontre d'un réseau de routes.

## Fouilles
Les fouilles ont permis de mettre au jour des maisons, des bâtiments publics, des rues et les places de la ville ancienne.

### Découvertes et reconstitutions
Les archéologues ont mis au jour les vestiges d'un palais étrusque entouré de vastes domaines agricoles. Ce palais était composé d'une cour centrale rectangulaire entourée par d'une série de salles. Autour du palais, quelques maisons ont été retrouvées dans les années 1980. 
Les fondations sont constitués de blocs de tufs de formes régulières. Sur les fondations les murs sont de briques d'argile crue, séchées uniquement au soleil sur lesquels repose un toit de terre cuite recouvert de tuiles et de carreaux imperméabilisés avec du lait, la caséine renforçant la résistance à l'eau. 
Dans la partie septentrionale de la zone, un complexe d'édifices monumentaux a, lui aussi, été découvert. 
Dans la Rocca Albornoz du Musée national étrusque de Viterbe sont exposés les objets et céramiques qui ornaient les maisons et le temple. Les meubles et ustensiles d'usage quotidien ont permis de reconstituer les intérieurs et les extérieurs des maisons.

## Annexe